# Boulder-gleccser
A Boulder-gleccser egy hegységi gleccser az Amerikai Egyesült Államok nyugati részén, Washington államban. Területe 3,85 km², hossza 2,4 km. A Mount Baker hatodik legnagyobb gleccseréről van szó. 1987 és 2005 között 450 métert húzódott vissza az éghajlatváltozás miatt. A globális felmelegedés tovább gyorsítja a folyamatokat. 1850 és 1950 között 2650 métert vonult vissza a jég. 1868. augusztus 17-én mászták meg elsőnek a Mount Baker-t (Edmund Thomas Coleman, Edward Eldridge, John Tennant, David Ogilvy és Thomas Stratton), mára kedvelt hegymászó-, kirándulócélponttá vált.